# Мунлик
Мунлик (монг. Мэнлиг), также известный как Мунлик-Эциге (от монг. эцэг — «отец») — один из нукеров (сподвижников) Есугея-Багатура, а позже — его старшего сына Тэмуджина-Чингисхана, нойон-тысячник. Согласно «Сокровенному сказанию монголов», Мунлик происходил из рода хонхотан.

## Биография
Когда Есугей был отравлен татарами, Мунлику было поручено заботиться о семье своего господина, а также возвратить домой его старшего сына Тэмуджина, незадолго до этого сосватанного в племя унгиратов. Мунлик отправился к унгиратам и забрал Тэмуджина, однако Есугей умер ещё до их возвращения. После смерти Есугея его приверженцы из племени тайджиут под предводительством Таргутая-Кирилтуха и Тодоена-Гиртэ покинули вдов и детей бывшего вождя. Отец Мунлика, Чарха-Эбуген, попытался остановить тайджиутов, но был ранен в спину копьём Тодоена и позже скончался.
Вероятно, Мунлик также покинул семью Есугея. Монгольский учёный Ш. Гаадамба, однако, полагает, что после смерти Есугея Мунлик призрел его семью, став фактически отчимом Тэмуджину: об этом может говорить и то, что в «Сокровенном сказании» Чингисхан неоднократно называет Мунлика отцом. После разрыва Тэмуджина с побратимом Джамухой Мунлик некоторое время находился на стороне последнего, однако после битвы при Далан-Балджутах перешёл вместе со своими семью сыновьями к Тэмуджину.
После разгрома найманов в 1202 году Тэмуджин, желая скрепить союз с кереитским ханом Тоорилом, предложил межсемейный брак, но получил отказ от сына Тоорила Нилха-Сангума. Однако позже, когда отношения между монголами и кереитами обострились, Сангум вспомнил про предложение Тэмуджина, и, надеясь заманить того в ловушку и убить, согласился на брак. Ничего не подозревая, Тэмуджин отправился к кереитам, но по пути остановился у Мунлика. Тот высказал свои опасения насчёт Сангума, и Тэмуджин, выслушав его, повернул назад, отправив к кереитам двух своих нукеров.
На курултае 1206 года Мунлик вместе со своими сыновьями Толун-Черби, Сюйкету-Черби и Суту был пожалован Чингисханом в нойоны-тысячники. Кроме того, за Мунлика была выдана мать Чингисхана Оэлун.
Однако после этого сыновья Мунлика (особенно его старший сын, шаман Кокочу) стали перетягивать власть над монголами на себя. Так, однажды они избили младшего брата Чингисхана Хасара, а позже увели людей у Тэмуге-отчигина. Тэмуге сначала отправил посла (который был избит и унижен хонхотанцами), а потом сам пришёл к Кокочу, потребовав возвращения поданных. Однако хонхотанцы унизили Тэмуге, заставив того встать на колени перед Кокочу и просить прощения. Узнав об этом, Чингисхан повелел Тэмуге поступить с Кокочу по своему усмотрению. В результате, когда Мунлик вместе с сыновьями пришёл к Чингисхану, Тэмуге под предлогом борцовского поединка выманил Кокочу из юрты, и тому был переломлен хребет.
После того, как Кокочу был убит, Чингисхан упрекнул Мунлика в том, что тот «не удерживал нрава своих сыновей». Несмотря на это, ни Мунлик, ни остальные его сыновья не были казнены благодаря своим прежним заслугам. С этого момента упоминания о Мунлике в источниках отсутствуют.

## Семья и потомки
По «Сокровенному сказанию монголов», у Мунлика было семь сыновей, из которых известны имена следующих:
- Кокочу
- Сюйкету-черби
- Толун-черби
- Суту-нойон

Потомками Мунлика был основан род Мэнглиг (Мэнлиг), представители которого проживают в современной Монголии.

## В культуре
Мунлик стал персонажем романа И. К. Калашникова «Жестокий век» (1978).